# Campeonato Mineiro Módulo II 2021
In 2021 werd het 28ste Campeonato Mineiro Módulo II gespeeld voor voetbalclubs uit de Braziliaanse staat Minas Gerais. De competitie werd gespeeld van 3 juli tot 2 oktober en werd georganiseerd door de FMF. Door de coronacrisis in Brazilië werd de competitie pas later gespeeld, normaliter zou deze in april beginnen, maar op verzoek van de clubs werd dit uitgesteld. Villa Nova werd kampioen. 

## Eerste fase
| Plaats | Club               | Wed. | W | G | V | Saldo | Ptn. |
| ------ | ------------------ | ---- | - | - | - | ----- | ---- |
| 1.     | Nacional de Muriaé | 11   | 6 | 5 | 0 | 18:5  | 23   |
| 2.     | Villa Nova         | 11   | 6 | 4 | 1 | 16:7  | 22   |
| 3.     | Democrata-GV       | 11   | 5 | 4 | 2 | 13:8  | 19   |
| 4.     | Tupynambás         | 11   | 5 | 4 | 2 | 9:4   | 19   |
| 5.     | Betim              | 11   | 4 | 5 | 2 | 14:10 | 17   |
| 6.     | União Luziense     | 11   | 3 | 3 | 5 | 8:9   | 12   |
| 7.     | Ipatinga           | 11   | 3 | 3 | 5 | 8:13  | 12   |
| 8.     | Tupi               | 11   | 3 | 2 | 6 | 13:17 | 11   |
| 9.     | Democrata-SL       | 11   | 2 | 5 | 4 | 5:8   | 11   |
| 10.    | Aymorés            | 11   | 2 | 5 | 4 | 4:10  | 11   |
| 6.     | Guarani (1)        | 11   | 4 | 1 | 6 | 9:14  | 13   |
| 12.    | Serranense         | 11   | 2 | 1 | 8 | 8:20  | 7    |

(1): Guarani kreeg drie strafpunten.
|  | Gekwalificeerd voor tweede fase    |
|  | Degradatie naar de Segunda Divisão |

## Tweede fase
| Plaats | Club               | Wed. | W | G | V | Saldo | Ptn. |
| ------ | ------------------ | ---- | - | - | - | ----- | ---- |
| 1.     | Villa Nova         | 6    | 3 | 2 | 1 | 8:5   | 11   |
| 2.     | Democrata-GV       | 6    | 3 | 1 | 2 | 6:5   | 10   |
| 3.     | Nacional de Muriaé | 6    | 1 | 3 | 2 | 3:5   | 6    |
| 4.     | Tupynambás         | 6    | 0 | 4 | 2 | 1:3   | 4    |

|  | Promotie naar Módulo I |

### Kampioen
| Campeonato Mineiro de 2021 - Módulo II |
| -------------------------------------- |
| VILLA NOVA 2º Titel                    |